# Lista episoadelor din La Limita Imposibilului (serial din 1963)
Aceasta este lista episoadelor din serialul original La Limita Imposibilului care a avut 2 sezoane și premiera TV între 1963 - 1965:

## Prezentare generală
| Sezonul | Sezonul | Episoade | Episoade | Premiera TV        | Premiera TV       |
| Sezonul | Sezonul | Episoade | Episoade | Prima transmisie   | Ultima transmisie |
| ------- | ------- | -------- | -------- | ------------------ | ----------------- |
|         | 1       | 32       | 32       | 16 septembrie 1963 | 4 mai 1964        |
|         | 2       | 17       | 17       | 19 septembrie 1964 | 16 ianuarie 1965  |

## Sezonul 1 (1963-1964)
| #  | Titlu                                       | Regizor            | Scenarist                                                                                | Premiera           | Prod # |
| -- | ------------------------------------------- | ------------------ | ---------------------------------------------------------------------------------------- | ------------------ | ------ |
| 1  | „The Galaxy Being”                          | Leslie Stevens     | Leslie Stevens                                                                           | 16 septembrie 1963 | 1      |
| 2  | „The Hundred Days of the Dragon”            | Byron Haskin       | Allan Balter și Robert Mintz                                                             | 23 septembrie 1963 | 7      |
| 3  | „The Architects of Fear”                    | Byron Haskin       | Meyer Dolinsky                                                                           | 30 septembrie 1963 | 5      |
| 4  | „The Man with the Power”                    | Laslo Benedek      | Jerome Ross                                                                              | 7 octombrie 1963   | 8      |
| 5  | „The Sixth Finger”                          | James Goldstone    | Ellis St. Joseph                                                                         | 14 octombrie 1963  | 11     |
| 6  | „The Man Who Was Never Born”                | Leonard Horn       | Anthony Lawrence                                                                         | 28 octombrie 1963  | 12     |
| 7  | „O.B.I.T.”                                  | Gerd Oswald        | Meyer Dolinsky                                                                           | 4 noiembrie 1963   | 14     |
| 8  | „The Human Factor”                          | Abner Biberman     | David Duncan                                                                             | 11 noiembrie 1963  | 3      |
| 9  | „Corpus Earthling”                          | Gerd Oswald        | Orin Borsten (scenariu) și Louis Charbonneau (poveste)                                   | 18 noiembrie 1963  | 16     |
| 10 | „Nightmare”                                 | John Erman         | Joseph Stefano                                                                           | 2 decembrie 1963   | 15     |
| 11 | „It Crawled Out of the Woodwork”            | Gerd Oswald        | Joseph Stefano                                                                           | 9 decembrie 1963   | 18     |
| 12 | „The Borderland”                            | Leslie Stevens     | Leslie Stevens                                                                           | 16 decembrie 1963  | 2      |
| 13 | „Tourist Attraction”                        | Laslo Benedek      | Dean Riesner                                                                             | 23 decembrie 1963  | 4      |
| 14 | „The Zanti Misfits”                         | Leonard Horn       | Joseph Stefano                                                                           | 30 decembrie 1963  | 17     |
| 15 | „The Mice”                                  | Alan Crosland, Jr. | Bill S. Ballinger (scenariu & poveste), Joseph Stefano (scenariu), Lou Morheim (poveste) | 6 ianuarie 1964    | 19     |
| 16 | „Controlled Experiment”                     | Leslie Stevens     | Leslie Stevens                                                                           | 13 ianuarie 1964   | 6      |
| 17 | „Don't Open Till Doomsday”                  | Gerd Oswald        | Joseph Stefano                                                                           | 20 ianuarie 1964   | 22     |
| 18 | „ZZZZZ”                                     | John Brahm         | Meyer Dolinsky                                                                           | 27 ianuarie 1964   | 21     |
| 19 | „The Invisibles”                            | Gerd Oswald        | Joseph Stefano                                                                           | 3 februarie 1964   | 20     |
| 20 | „The Bellero Shield”                        | John Brahm         | Joseph Stefano (scenariu & poveste) și Lou Morheim (poveste)                             | 10 februarie 1964  | 23     |
| 21 | „The Children of Spider County”             | Leonard Horn       | Anthony Lawrence                                                                         | 17 februarie 1964  | 25     |
| 22 | „Specimen: Unknown”                         | Gerd Oswald        | Stephen Lord                                                                             | 24 februarie 1964  | 10     |
| 23 | „Second Chance”                             | Paul Stanley       | Lin Dane (scenariu & poveste) și Lou Morheim (scenariu)                                  | 2 martie 1964      | 27     |
| 24 | „Moonstone”                                 | Robert Florey      | William Bast (scenariu), Lou Morheim și Joseph Stefano (poveste)                         | 9 martie 1964      | 13     |
| 25 | „The Mutant”                                | Alan Crosland, Jr. | Allan Balter și Robert Mintz (scenariu), Jerome B. Thomas (poveste)                      | 16 martie 1964     | 26     |
| 26 | „The Guests”                                | Paul Stanley       | Donald S. Sanford                                                                        | 23 martie 1964     | 29     |
| 27 | „Fun and Games”                             | Gerd Oswald        | Robert Specht (scenariu & poveste) și Joseph Stefano (scenariu)                          | 30 martie 1964     | 28     |
| 28 | „The Special One”                           | Gerd Oswald        | Oliver Crawford                                                                          | 6 aprilie 1964     | 31     |
| 29 | „A Feasibility Study”                       | Byron Haskin       | Joseph Stefano                                                                           | 13 aprilie 1964    | 9      |
| 30 | „Production and Decay of Strange Particles” | Leslie Stevens     | Leslie Stevens                                                                           | 20 aprilie 1964    | 30     |
| 31 | „The Chameleon”                             | Gerd Oswald        | Robert Towne (scenariu & poveste), Lou Morheim și Joseph Stefano (poveste)               | 27 aprilie 1964    | 32     |
| 32 | „The Forms of Things Unknown”               | Gerd Oswald        | Joseph Stefano                                                                           | 4 mai 1964         | 24     |

## Sezonul 2 (1964–1965)
| #  | Titlu                           | Regizor         | Scenarist                                                              | Premiera           | Prod # |
| -- | ------------------------------- | --------------- | ---------------------------------------------------------------------- | ------------------ | ------ |
| 1  | „Soldier”                       | Gerd Oswald     | Harlan Ellison                                                         | 19 septembrie 1964 | 34     |
| 2  | „Cold Hands, Warm Heart”        | Charles Haas    | Dan Ullman                                                             | 26 septembrie 1964 | 33     |
| 3  | „Behold, Eck!”                  | Byron Haskin    | John Mantley (scenariu), William R. Cox (poveste)                      | 3 octombrie 1964   | 37     |
| 4  | „Expanding Human”               | Gerd Oswald     | Francis Cockrell                                                       | 10 octombrie 1964  | 40     |
| 5  | „Demon with a Glass Hand”       | Byron Haskin    | Harlan Ellison                                                         | 17 octombrie 1964  | 41     |
| 6  | „Cry of Silence”                | Charles Haas    | Robert C. Dennis (scenariu), Louis Charbonneau (poveste)               | 24 octombrie 1964  | 42     |
| 7  | „The Invisible Enemy”           | Byron Haskin    | Jerry Sohl                                                             | 31 octombrie 1964  | 35     |
| 8  | „Wolf 359”                      | Laslo Benedek   | Seeleg Lester (scenariu & poveste), Richard Landau (poveste)           | 7 noiembrie 1964   | 38     |
| 9  | „I, Robot”                      | Leon Benson     | Robert C. Dennis (scenariu)                                            | 14 noiembrie 1964  | 43     |
| 10 | „The Inheritors – Part 1"”      | James Goldstone | Seeleg Lester și Sam Neuman (scenariu & poveste), Ed Adamson (poveste) | 21 noiembrie 1964  | 44     |
| 11 | „The Inheritors – Part 2"”      | James Goldstone | Seeleg Lester și Sam Neuman (scenariu & poveste), Ed Adamson (poveste) | 28 noiembrie 1964  | 44     |
| 12 | „Keeper of the Purple Twilight” | Charles Haas    | Milton Krims (scenariu), Stephen Lord (poveste)                        | 5 decembrie 1964   | 39     |
| 13 | „The Duplicate Man”             | Gerd Oswald     | Robert C. Dennis (scenariu), Clifford Simak (poveste)                  | 19 decembrie 1964  | 45     |
| 14 | „Counterweight”                 | Paul Stanley    | Milton Krims (scenariu), Jerry Sohl (poveste)                          | 26 decembrie 1964  | 36     |
| 15 | „The Brain of Colonel Barham”   | Charles Haas    | Robert C. Dennis (scenariu), Sidney Ellis (poveste)                    | 2 ianuarie 1965    | 46     |
| 16 | „The Premonition”               | Gerd Oswald     | Sam Roeca (scenariu), Ib Melchior (scenariu & poveste)                 | 9 ianuarie 1965    | 47     |
| 17 | „The Probe”                     | Felix Feist     | Seeleg Lester (scenariu), Sam Neuman (poveste)                         | 16 ianuarie 1965   | 48     |